# María Grever
María Grever, nata María Joaquina de la Portilla Torres (Città del Messico, 14 settembre 1894 – New York, 15 dicembre 1951), è stata una compositrice e paroliera messicana, autrice di musiche da concerto, per film e musical e di oltre 800 canzoni popolari (soprattutto di bolero) e considerata per questo una “pioniera” della musica popolare del XX secolo.
I suoi brani sono stati interpretati da vari cantanti famosi, quali Enrico Caruso, Juan Arvizu, Néstor Mesta Chaires, Ella Fitzgerald, Plácido Domingo, Aretha Franklin, Julio Iglesias, ecc.
Tra le sue composizioni più note figurano le canzoni Júrame (1926), nota ora soprattutto nella versione di Julio Iglesias (adattata in italiano con il titolo Pensami), Cuando vuelva a tu lado (1934, nota anche nella versione inglese What a Difference a Day Makes), A una ola, Quando me vaya, My First, My Last, My Only, ecc.
Fu membro dell'ASCAP.

## Biografia
María Joaquina de la Portilla Torres (Grever è il cognome da sposata) nacque il 16 agosto o il 14 settembre 1894 a Città del Messico (anche se, secondo alcune fonti, sarebbe nata a León, nello stato di Guanajuato, in Messico, oppure a Lagos de Moreno o, secondo altre, in una barca durante un viaggio di sua madre in Spagna) da madre messicana e padre spagnolo.
María, che pare abbia composto la sua prima canzone (si trattò, nella fattispecie, di una canzone natalizia) già all'età di quattro anni, trascorse la sua infanzia in Spagna (in particolar modo a Siviglia) e in altri Paesi europei, tra cui la Francia, dove studiò con il compositore Claude Debussy, prima di far ritorno nel Paese natale all'età di dodici anni.
Da giovane, studiò pianoforte, violino e canto (anche se, secondo qualche biografo, avrebbe imparato a leggere la musica solo da adulta) e nel 1912, ovvero all'età di diciotto anni, pubblicò la prima canzone A una ola, che fu subito un grande successo, vendendo circa 3 milioni di copie.

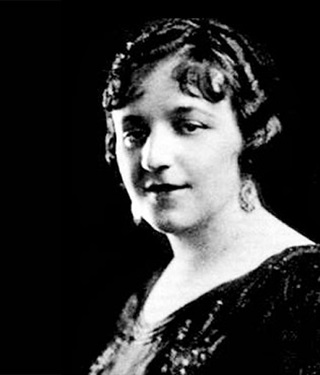
Maria Grever

Nel 1916 conobbe a New York León A. Grever, dirigente di una compagnia petrolifera, che diventò suo marito e dal quale ebbe due figli, Charles e Carmen.
A partire dal 1920, lavorò per la Paramount e per la 20th Century Fox, per le quali compose varie colonne sonore.
Nel 1926 compose il celebre brano Júrame, portato al successo dal tenore messicano José Mójica, e nel 1934 Cuando vuelva a tu lado.
Nel 1935 divenne membro dell'ASCAP, iniziando collaborazioni importanti, come quella con Stanley Adams.
L’11 febbraio 1938 registrò Ti-Pi-Tin, un valzer-serenata, tra le sue creazioni più celebri.
Nel 1941 scrisse i brani per il musical Viva O'Brien e nel 1944 una canzone per il film Bathing Beauty (Magic Is the Moonlight o Te Quiero Dijiste).
Visse a New York fino alla morte, sopraggiunta dopo una lunga malattia il 15 dicembre 1951, all'età di soli cinquantasette anni, al Wellington Hotel, sulla Seventh Avenue di Manhattan, dove risiedeva.
L'anno successivo venne eletta "Donna delle Americhe" dalla UWA e due anni dopo uscì un film biografico su di lei, diretto dal regista cileno Tito Davison, intitolato Cuando me vaya (come una canzone della Grever) e con protagonista la cantante argentina Libertad Lamarque, che, in seguito, incise anche un album contenente dodici canzoni scritte dalla Grever.

## Opere (lista parziale)

### Brani musicali
- A una ola
- Alma mía
- Un alma como la mía
- Andalucía
- Así
- Bésame
- Brocken Hearten Romeo (per il musical Viva O'Brien del 1941)
- Cancionera
- La Casita
- Cuando me vaya
- Cuando vuelva a tu lado (What a Difference a Day Makes)
- Despedida
- Eso és mentira
- Júrame (1926)
- Lamento gitano
- Lero, Lero from Brazil
- Make Love with a Guitar
- Marinero (per il film Seas Beneath del 1931)
- El matador terrifico (per il musical Viva O'Brien del 1941)
- Mood of the Moment (per il musical Viva O'Brien del 1941)
- My Margarita
- My First, My Last, My Only
- Por si no te vuelvo a ver
- Rosebud
- Te quiero dijiste  (Magic Is the Moonlight, per il film Bathing Beauty del 1944)
- Thank for the Kiss
- Ti-Pi-Tin
- A-Tisket A-Tasket
- Volveré
- Wrap Me in Your Serape (per il musical Viva O'Brien del 1941)
- Ya no me quieres
- Yo no sé

### Colonne sonore
- Seas Beneath (1931)
- Bathing Beauty (1944)
- Breakfast in Hollywood (1946)
- Nancy Goes to Rio (1950)

### Musical
Viva O'Brien (1941)